# Nayib Bukele
Nayib Armando Bukele Ortez, född 24 juli 1981 i San Salvador, El Salvador, är en salvadoransk politiker och sedan den 1 juni 2019 landets president. 
Under sin tid som president har Bukele haft en hård hållning mot brottslighet – vilket lett till massgripanden. Under hans första år sjönk antalet mord i landet med 50 procent. Den nedåtgående trenden, som började 2016, fortsatte de följande åren. Siffrorna är dock svåra att verifiera. 
Bukele gjorde bitcoin till lagligt betalmedel, men experimentet har varit misslyckat. Han har minskat antalet kommuner och parlamentsplatser och återvaldes 2024 med 85 % av rösterna efter en omtolkning av konstitutionen.
Bukele har kallat sig själv för världens coolaste diktator. Under Bukele har El Salvadors demokrati upplevt en tillbaka gång. Han har försvagat institutioner, inskränkt friheter och attackerat oberoende medier och oppositionen. År 2020 skickade han in 40 soldater i parlamentet för att pressa igenom ett lån. Efter valsegern 2021 bytte hans allierade ut riksåklagaren och högsta domstolens konstitutionsdomare. Bukele har attackerat journalister och nyhetsmedier på sociala medier, vilket lett till anklagelser om censur.